# Sideroxylon rotundifolium
Sideroxylon rotundifolium là một loài thực vật thuộc họ Sapotaceae. Đây là loài đặc hữu của Jamaica.